# 南奧爾加鎮區 (北達科他州卡弗利爾縣)
南奧爾加鎮區（英語：South Olga Township）是位於美國北達科他州卡弗利爾縣的一個鎮區。

## 地方資料
南奧爾加鎮區的面積為92.92平方千米，當中陸地面積為92.71平方千米，而水域面積為0.21平方千米。根據2020年美國人口普查的數據，當地共有人口39人，而人口密度為每平方千米0.42人。